# Hetaerina auripennis
Hetaerina auripennis é uma espécie do gênero odonata, que foi descrita pela primeira vez por Hermann Burmeister, em 1839. Hetaerina auripennis pertence ao gênero Hetaerina e à família Calopterygidae.